# Wang Saen Suk
Wat Saen Suk (thaï : วัดแสนสุข) ou Wang Saen Suk est un temple bouddhiste situé à Bang Saen en Thaïlande. Le temple est connu pour son jardin de sculptures représentant le Naraka, l'enfer bouddhiste : .

## Description
Après avoir passé un panneau « Bienvenue en enfer ! », les visiteurs accèdent au jardin derrière le temple qui représente l'enfer bouddhiste, le Naraka, un lieu de tourments et de souffrances physiques : « Contrairement aux enfers des cultures occidentales, le Naraka est un lieu d’expiation contenant plusieurs « types » d’enfers en lien avec les tourments de la vie. Les mauvaises âmes sont conduites dans une des 136 fosses en fonction de l’importance des fautes à racheter. »
C'est le plus grand et le plus connu des jardins de l'enfer en Thaïlande. La partie avant du jardin est dominée par deux statues géantes représentant des pretas, l'une représentant une femme, Nang Thong et l'autre un homme, Nai Ngean, tous deux à moitié nus et amaigris, qui doivent expier leurs péchés dans le monde souterrain. Ce qui frappe, ce sont leurs longues langues qui descendent jusqu'aux hanches. Autour de ces deux statues sont disposées en cercle 21 statues d'hommes à tête d'animal, chacune représentant un péché spécifique. La tête d'animal représente la punition pour le péché en question, par exemple, en plus des tourments de l'enfer, on reçoit une tête de cochon pour la corruption, et une tête de crevette pour la consommation de drogue. Au fond du jardin, d'autres punitions cruelles sont représentées, concernant des péchés spécifiques. Malgré la brutalité des représentations, le parc jouit d'une grande popularité auprès des touristes locaux, notamment des familles.

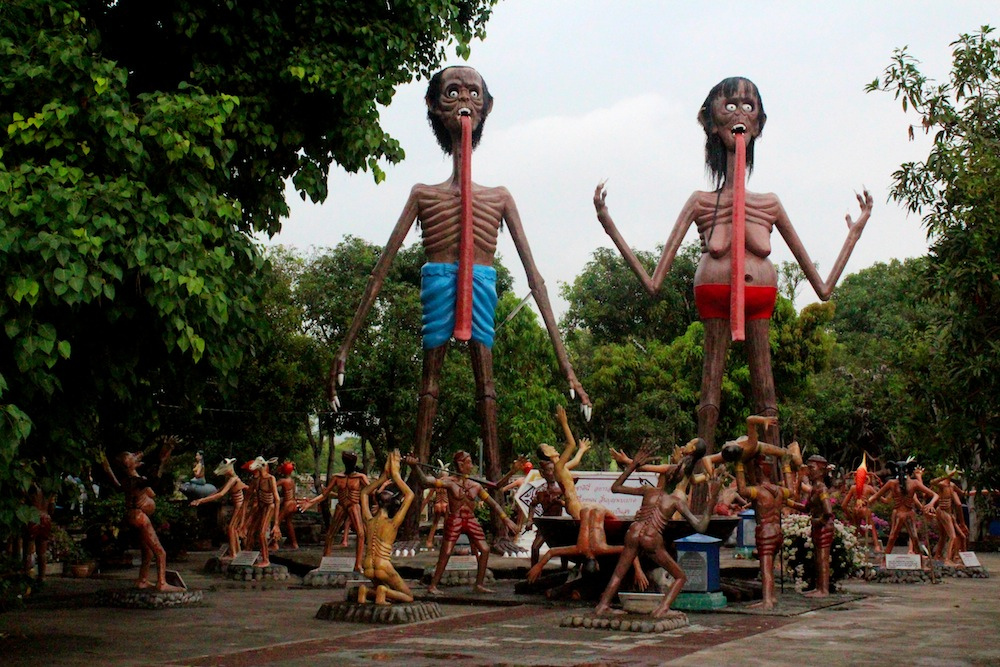

## Accès
L'entrée est gratuite mais les donations sont acceptées